# Pyrestini
Los pirestinos (Pyrestini) son una tribu de coleópteros crisomeloideos de la familia Cerambycidae.

## Géneros
Tiene los siguientes géneros:
- Cymaterus Pascoe, 1885
- Erythresthes Thomson, 1864
- Erythrus White, 1853
- Pachylocerus Hope, 1834
- Plutonesthes Thomson, 1864
- Pyrestes Pascoe, 1857